# Výsadková loď typu 075
Výsadková loď typu 075 (v kódu NATO: třída Yushen) je třída vrtulníkových výsadkových lodí Námořnictva Čínské lidové osvobozenecké armády. V letech 2021–2022 byly čínskému námořnictvu dodány tři jednotky této třídy. Jejich dokončení výrazně zvětšilo schopnosti čínského námořnictva. Jsou to největší a nejsilnější čínské výsadkové lodě. Dle odhadů může být postaveno až osm jednotek této třídy. V roce 2023 analýza snímků potvrdila stavbu čtvrtého plavidla, takže stavba třídy neskončila třetí jednotkou.

## Stavba
Vývoj čínských vrtulníkových výsadkových lodí byl zahájen roku 2011. Nejprve byla objednána stavba tří výsadkových lodí této třídy. Prototypovou jednotku postavila společnost China State Shipbuilding Corporation (CSSC) v loděnici Hudong-Zhonghua v Šanghaji. V dubnu 2020 byl prototyp poškozen požárem. Rozsah škoda nebyl zveřejněn. První tři plavidla této třídy byla uvedena do provozu v letech 2021–2022.
V červenci 2023 bylo analýzou fotografií z loděnice Hudong-Zhonghua zjištěno, že tam probíhá stavba čtvrté jednotky této třídy.
Jednotky typu 075:
| Jméno         | Spuštěna          | Vstup do služby | Poznámky |
| ------------- | ----------------- | --------------- | -------- |
| Chaj-nan (31) | 25. září 2019     | 23. dubna 2021  | aktivní  |
| Kuang-si (32) | 22. dubna 2020    | 2. ledna 2022   | aktivní  |
| An-chuej (33) | 29. ledna 2021    | 27. září 2022   | aktivní  |
| Chu-pej (34)  | 14. prosince 2023 | červen 2025     | aktivní  |

## Konstrukce
Různé prameny výtlak odhadují na 30 000–40 000 tun. Plavidlo má klasickou koncepci s průběžnou letovou palubou a ostrovem na pravoboku. Na palubě se nachází šest přistávacích bodů pro vrtulníky, které parkují na palubě, nebo jsou ukládány do podpalubního hangáru. Celkem jich má loď nést až 28 kusů. Na zádi se nachází rozměrný dok pro vyloďovací čluny a vznášedla typu 726. Obrannou výzbroj představují dva 30mm hlavňové systémy blízké obrany H/PJ-11 a dva osminásobné raketové systémy blízké obrany HQ-10. Pohonný systém je koncepce CODAD. Tvoří jej čtyři diesely Hudong-SEMT-Pielstick 16PC2-6B, každý o výkonu 16 300 hp. Nejvyšší rychlost dosahuje 23 uzlů.